# 索基爾 (卡緬涅茨-波多利斯基區)
48°32′4″N 26°39′7″E / 48.53444°N 26.65194°E
索基爾（烏克蘭語：Сокіл），是烏克蘭的村落，位於該國西部赫梅利尼茨基州，由卡緬涅茨-波多利斯基區負責管轄，面積1.61平方公里，2001年人口719，人口密度每平方公里447.4人。